# Coelomera
Coelomera es un género de escarabajos de la familia Chrysomelidae. El género fue descrito científicamente primero por Chevrolat en 1837. Esta es una lista de especies perteneciente a este género:
- Coelomera aegidia (Bechyne, 1956)
- Coelomera aerata Clark, 1865
- Coelomera atrocoerulea Jacoby, 1878
- Coelomera azureofasciata Blanchard, 1843
- Coelomera bajula (Olivier, 1808)
- Coelomera basalis Bechyne, 1956
- Coelomera binotata Clark, 1865
- Coelomera bipustulata Baly, 1865
- Coelomera boliviensis Kirsch, 1883
- Coelomera buckleyi Jacoby, 1880
- Coelomera cajennensis (Fabricius, 1787)
- Coelomera cinxia Baly, 1865
- Coelomera godmani Jacoby, 1879
- Coelomera helenae Jolivet, 1987
- Coelomera induta Clark, 1865
- Coelomera jacobyi Bowditch, 1923
- Coelomera janthinipennis Bowditch, 1923
- Coelomera lanio (Dalman, 1823)
- Coelomera liturata Suffrian, 1876
- Coelomera maculicollis Clark, 1865
- Coelomera modesta Clark, 1865
- Coelomera nigricollis Jacoby, 1879
- Coelomera olivieri Jacoby, 1886
- Coelomera opaca Bowditch, 1923
- Coelomera parallela Clark, 1865
- Coelomera punctalicollis Jacoby, 1886
- Coelomera raquia Bechyne, 1956
- Coelomera ruficollis (Olivier, 1791)
- Coelomera ruficornis Baly, 1865
- Coelomera rufofusca Clark, 1865
- Coelomera submetallica Clark, 1865
- Coelomera tenuicornis Clark, 1865
- Coelomera tibialis Clark, 1865
- Coelomera volaceipennis Clark, 1865
- Coelomera weyrauchi Bechyne, 1956